# Severie

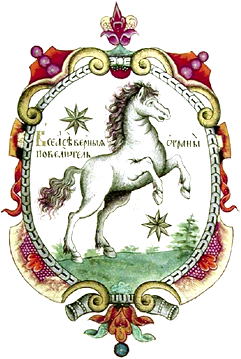
Znak zemí Severie, rok 1672

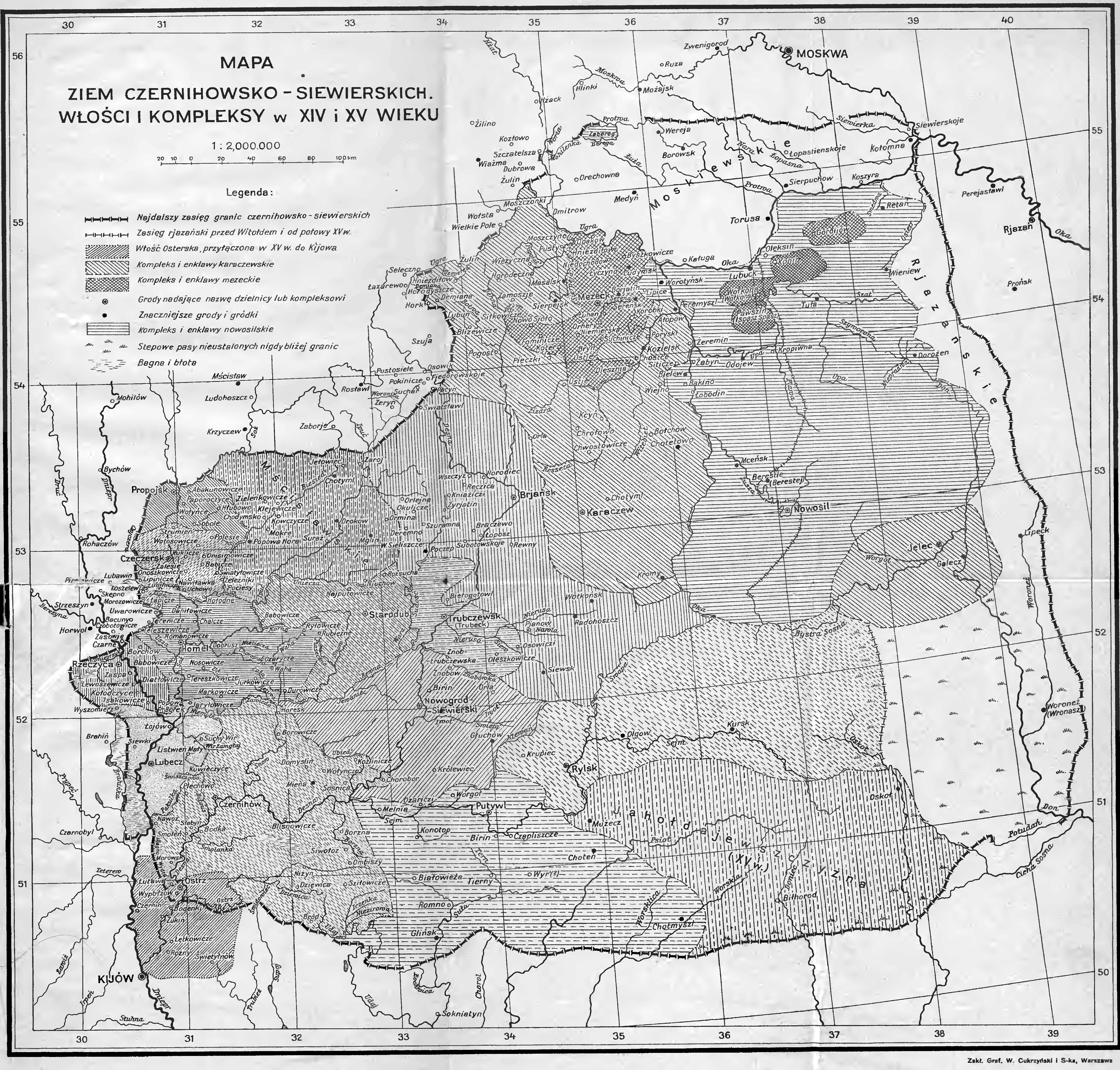
Území Černigova-Severie v 15. století

Severie nebo Siverie (ukrajinsky Сіверія/Siverija nebo Сіверщина/Sivěrščyna, rusky Северщина/Sеvěrščyna) je někdejší historické území slovanského kmene Severjanů, kteří žili na území severní Ukrajiny a na jihozápadě Ruska, s centrem v Novhorodě-Siverském na ukrajinsko-ruské hranici.
Mezi další města se řadí Černihiv, Putyvl, Hluchiv, Ljubeč, Kursk, Rylsk, Starodub, Trubčevsk, Sevsk, Brjansk a Bělgorod.
Poprvé je zmíněna v Pověsti dávných let, jako vazalské území Chazarů. Oleg z Novgorodu na konci 9. století získal území pro Kyjevskou Rus, roku 1024 bylo vytvořeno Černigovské knížectví, z něhož se roku 1097 oddělilo knížectví Severie. Obě knížectví byla roku 1223 zničena Mongoly a roku 1239 začleněna do jednotného Brjanského knížectví. To se roku 1320 stalo součástí Velkoknížectví litevského, a od roku 1503 Moskevského knížectví. Roku 1619 přechází pod Polské království, aby se roku 1667 stalo součástí Ruské říše. Roku 1919 bylo území rozděleno mezi ukrajinskou a ruskou sovětskou republiku.